# Elyptron dallolmoi
Elyptron dallolmoi là một loài bướm đêm trong họ Noctuidae.